# FannyAnn Eddy
FannyAnn Eddy (ur. 1974, zm. 28 września 2004 roku) – działaczka na rzecz praw gejów i lesbijek w ojczystym Sierra Leone i całej Afryce. Była założycielką pierwszego stowarzyszenia LGBT w Sierra Leone. Odbyła wiele podróży, adresując swoją misję do krajów ONZ i innych międzynarodowych organizacji.
Do działaczy ONZ mówiła:

Żyjemy w strachu wewnątrz naszych społeczności, w których napotykamy na ciągłe prześladowanie i przemoc ze strony naszych sąsiadów oraz innych ludzi. Ich homofobiczne ataki nie są karane przez władze, co w dalszej kolejności zachęca ich do dyskryminowania i traktowania z przemocą lesbijek, gejów, biseksualistów i transseksualistów.

Eddy została zamordowana krótko po wygłoszeniu przemówienia na temat pogróżek i przemocy, które spotykają osoby homoseksualne w Sierra Leone. Co najmniej trzech mężczyzn wtargnęło do jej biura, gwałcąc ją, raniąc nożem i w końcu łamiąc jej kark.
Eddy osierociła 9-letniego syna. Umierając, pozostawiła swoją partnerkę, Esther.
Imię Eddy i Magnusa Hirschfelda nosi Fundacja Hirschfeld-Eddy.